# Françoise David
Françoise David (Montreal, 13 de enero de 1948) es una activista y política feminista y antiglobalización de Quebec (Canadá). La expresidente de la Fédération des femmes du Québec (Federación de las mujeres de Quebec), fue portavoz de Opción ciudadana, que se fusionó en febrero de 2006 con la unión de las fuerzas progresistas para formar Québec solidaire, un partido de izquierda e independentista.
Es miembro de Québec solidaire por Gouin de las elecciones generales de Quebec de 2012.